# Brevet d'enseignement industriel
 (mai 2012).
Si vous disposez d'ouvrages ou d'articles de référence ou si vous connaissez des sites web de qualité traitant du thème abordé ici, merci de compléter l'article en donnant les références utiles à sa vérifiabilité et en les liant à la section « Notes et références ».
Pour les articles homonymes, voir BEI.

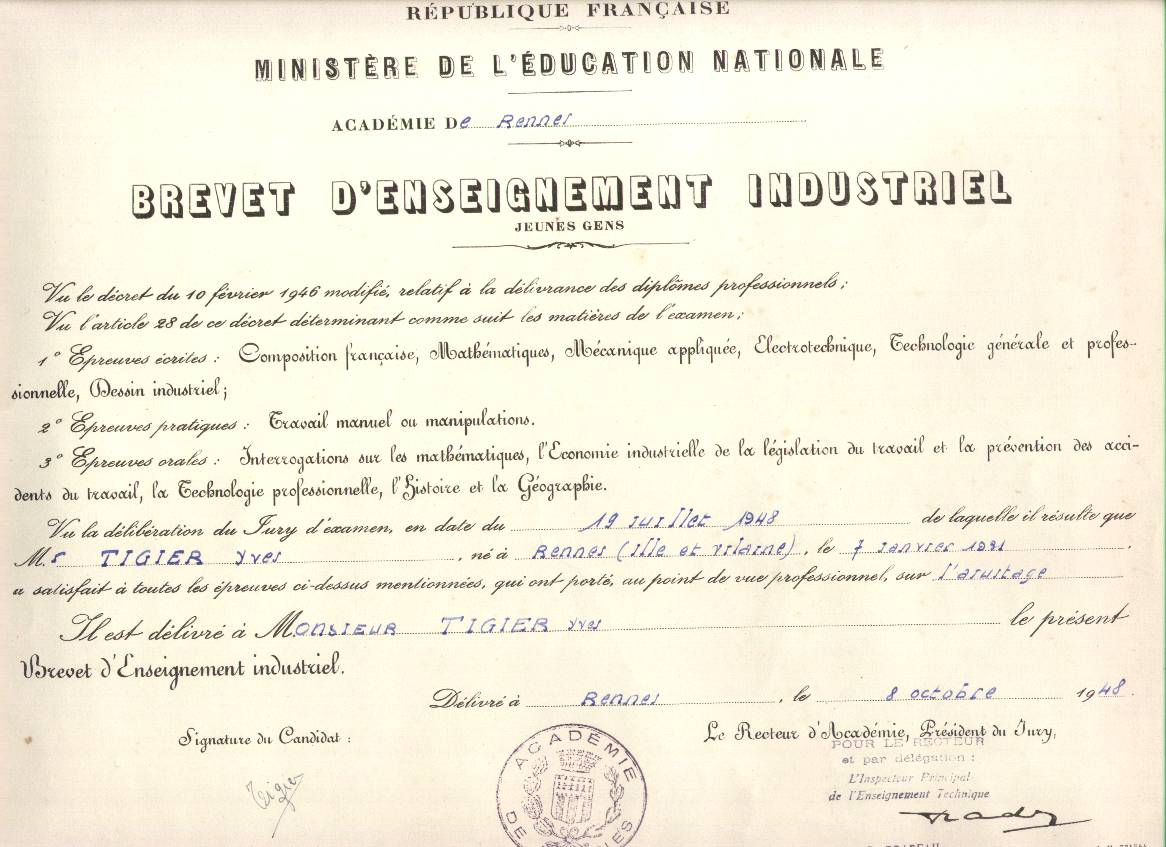
Diplôme délivré en 1948.

Le brevet d'enseignement industriel (BEI) est un diplôme scolaire qui a été décerné en France au milieu du XXe siècle pour attester d'une formation technique.